# Els tres mosqueters. Milady
Els tres mosqueters. Milady (títol original en francès, Les Trois Mousquetaires: Milady) és una pel·lícula d'acció i aventura de 2023 dirigida per Martin Bourboulon, basada en la novel·la de 1844 d'Alexandre Dumas Els tres mosqueters. És la segona pel·lícula d'una saga èpica de dues parts i va ser precedida per Els tres mosqueters. D'Artagnan (2023). La pel·lícula és protagonitzada per François Civil, Vincent Cassel, Pio Marmaï, Romain Duris i Eva Green. Les dues pel·lícules van ser coproduïdes per França, Alemanya, Espanya i Bèlgica amb un pressupost de producció combinat de 72 milions d'euros, amb 36,1 milions per a Milady, i es van filmar alhora durant 150 dies a entre el 16 d'agost de 2021 i al 3 de juny de 2022. S'ha doblat i subtitulat al català.
Milady es va projectar al Festival de Cinema Francès Varilux de Rio de Janeiro el 18 de novembre de 2023. Es va estrenar en cinemes de França a càrrec de Pathé Distribution el 13 de desembre del mateix any, a Bèlgica per Alternative Films el 13 de desembre i a Espanya per DeAPlaneta el 26 de gener de 2024. Va estar disponible per a la compra digital a Alemanya el 18 d'abril de 2024.
La pel·lícula va rebre crítiques generalment positives i va vendre més de 2 milions d'entrades a França. Va rebre sis nominacions als premis César 2024, i va guanyar la categoria al millor disseny de producció.